# Grabs, Sankt Gallen
Grabs är en ort och kommun i distriktet Werdenberg i kantonen Sankt Gallen, Schweiz. Kommunen har 7 402 invånare (2023).